# Parco Increa
Il parco Increa è un'area verde nella parte sud-orientale del comune di Brugherio all'interno della ex cava Increa, dalla quale prende il nome. Fa parte del Parco Est delle Cave, al confine con il comune di Cernusco sul Naviglio e a stretto contatto, a nord e ad ovest, con la tangenziale Est. Si estende su una superficie di circa 33 ettari.

## Storia

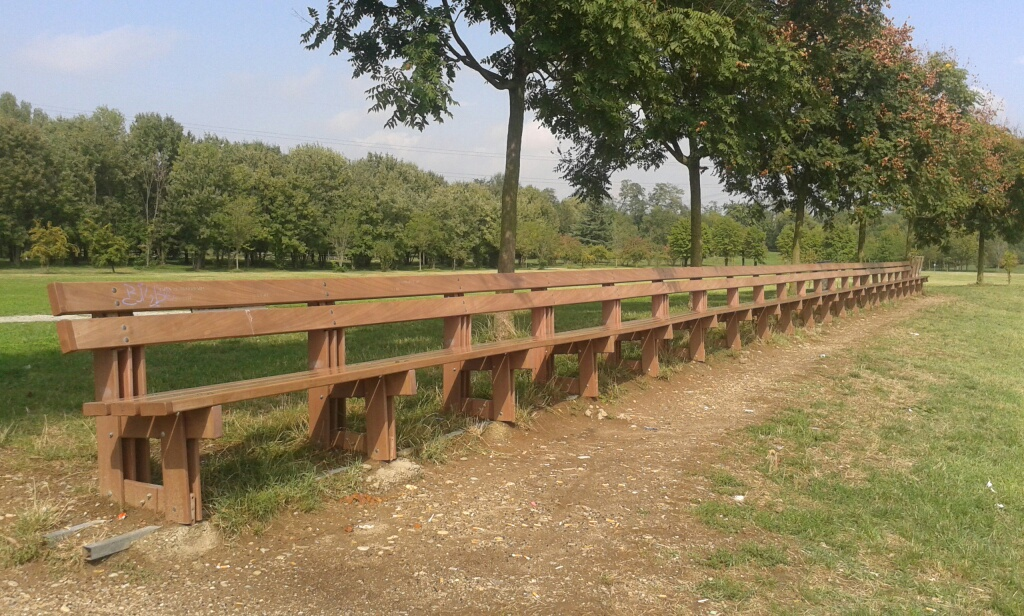
La panchina più lunga - fronte

In passato la zona occupata dal parco aveva uso prevalentemente agricolo (apparteneva alla cascina Increa) e fu sede di attività estrattiva di inerti dagli anni sessanta. I primi interventi di recupero risalgono al 1985 e nel 1987 l'area venne acquistata dal comune di Brugherio. Inaugurato nel 1994, sono state realizzate nell'arco di vent'anni le opere necessarie a trasformarlo nel parco pubblico odierno.

## Descrizione
All'interno del parco si trova un lago artificiale che occupa quasi la metà della sua superficie. Altri elementi caratteristici sono: il roccolo composto dai tigli recuperati dal rifacimento di via Manara, i tre platani monumentali che si trovano nell'area a nord del parco e, affacciata sul laghetto, la panchina in plastica riciclata più lunga d'Italia. Ospita eventi di carattere sportivo e ricreativo, soprattutto durante la stagione estiva.